# 木村良樹
木村 良樹（きむら よしき、1952年1月11日 - ）は、日本の元政治家、元自治官僚。和歌山県知事在職中和歌山県談合事件で逮捕・起訴され辞職した。

## 経歴
大阪府池田市出身。大阪府立北野高等学校を経て京都大学法学部を卒業後、旧自治省に入省した。国家公務員や地方公務員、大阪府副知事・知事職務代理者を経て、2000年に行われた和歌山県知事選に出馬し初当選した。
近年では、いわゆる「改革派知事」の一人として全国に向けて積極的に県政改革をアピールしていた。だが、2006年10月に和歌山県発注の国道371号線トンネルの工事をめぐる談合事件で、側近の出納長や親友の元ゴルフ場経営者が競売入札妨害（談合）容疑で逮捕されるなど、官製談合への自身の関与が取り沙汰された。大阪地方検察庁特捜部が別の談合事件で家宅捜索をした際に、元ゴルフ場経営者に金を渡すメモが1枚見つかって発覚した（和歌山県談合事件）。
当初から辞職しない旨を表明し、給与や退職金の返上も表明していたが同年11月2日、「やましいところはございませんが、県政の混乱の責任を取って退任するに至りました」と会見の席で発言し、事実上の引責辞任が決定した。11月15日、和歌山県談合事件に関与していたことと大阪地検特捜部に競売入札妨害容疑の共犯で逮捕された。この他にも同年10月23日、前福島県知事の佐藤栄佐久が官製談合事件で逮捕されたのに続き、知事が刑事責任を追及される事態となり、同年12月8日には宮崎県の安藤忠恕前知事も官製談合事件で逮捕された。
この事態を受け、木村は同年12月2日に退職し、知事辞職に伴う退職金は家族を養うために全額受け取ることを表明していたが、懲役3年（執行猶予4年）、追徴金1,000万円の有罪判決が確定したため、2期目途中までの退職金2,889万円は不支給となった。和歌山県は1期目の退職金の内所得税を差し引いた4,063万円の返納を求めたことに対して木村は、「500万円は県の口座に振り込んだが、残りは無職で収入がないため、分割で支払いたい」と表明した。
また、和歌山県から木村やゼネコンなどに対し6億1,252万円の損害賠償を求める訴訟提起がなされ、その後和解が成立した。

## 略歴
- 1974年 - 自治省に入省。
- 1983年5月 - 愛媛県市町村課長
- 1987年4月 - 埼玉県地方課長
- 1990年7月 - 国土庁半島振興室長
- 1993年4月 - 和歌山県総務部長
- 1997年4月 - 自治省財政局指導課長
- 1998年7月 - 大阪府総務部長
- 1999年7月 - 大阪府副知事（知事であった横山ノックが辞任後、太田房江が就任するまでの大阪府知事職務代理者も歴任）。
- 2000年9月 - 和歌山県知事選に出馬、初当選（無所属、自民党・民主党・公明党・社民党・保守党推薦）。
- 2004年8月 - 和歌山県知事に再選（無所属、自民党・民主党・公明党・社民党推薦）。
- 2006年11月 - 和歌山県知事を辞職表明、大阪地検が競売入札妨害容疑の共犯として逮捕した。
- 2006年12月 - 和歌山県知事を退職。